# Касуми (Dead or Alive)
Касуми (яп. 霞,かすみ,Kasumi) — персонаж из серии видеоигр «Dead or Alive». Является маскотом серии и главным персонажем всех игр.

## История

### Dead or Alive
Касуми, также известная как «Куноити судьбы» — женщина-ниндзя, имеющая опыт в стиле ниндзюцу Мугэн Тэнсин. Она должна была стать 18-м Мастером клана ниндзя Мугэн Тэнсин, но сбежала чтобы вступить в соревнование Dead or Alive. Там, она надеялась победить Райдо, своего дядю, который сделал её брата Хаятэ калекой. Покинув этот тайный клан, Касуми стала нукэнин — синоби в бегах. Это означает что, каждый день, она должна убегать от своих бывших товарищей, посланных убить «предательницу». В конце концов, Касуми убивает Райдо и становится победительницей соревнования.

### Dead or Alive 2
Став победительницей DOA, Касуми попала в руки компании DOATEC, которая создала клона Касуми. Но Касуми удалось сбежать (победив своего клона), и она попыталась вернуться в свою деревню. К сожалению, её обратно не пустили, так как она являлась обесчещенной.

### Dead or Alive 3
После признания Касуми предательницей, за ней по пятам следуют убийцы-ниндзя из клана Мугэн Тэнсин. Не проходит и дня без покушения на её жизнь. Несмотря на это, Касуми всё ещё желает увидеться со своим братом и вступает в третье соревнование ради этого.

### Dead or Alive Xtreme Beach Volleyball
Касуми была приглашена на остров Зака на четвёртое соревнование. Как оказалось, это было лишь обманом чтобы заманить Касуми и других девушек на остров, где они решили остаться отдыхать на две недели.

### Dead or Alive 4
Касуми опять ищет Хаятэ. Она встречается с братом, пытаясь убедить его остановить войну против DOATEC и вернуться с ней в деревню. Но Хаятэ не отвечает ей, а разговор прерывает их единокровная сестра Аянэ. Она нападает на Касуми, но оказывается побеждена.
Касуми преследует Хаятэ до небоскрёба DOATEC. Там, она встречает Елену, которая стала главой DOATEC. Елена утверждает что не желает иметь дела с ниндзя (включая Рю, Аянэ и Хаятэ) и упоминает что клон Касуми по-имени АЛЬФА-152 вступает на стадию активации. Касуми пробивается через Елену и направляется в лабораторию чтобы уничтожить своего клона, которая выглядит как Касуми и владеет похожим стилем боя, но состоит из чистой энергии. Хотя Касуми яростно дерётся с АЛЬФА-152, клону удаётся избежать разрушения связанного с вторжением ниндзя клана Мугэн Тэнсин. Касуми видит как Елена выходит на вертолётную площадку охваченную пламенем. Пытаясь спасти её, Касуми останавливает Аянэ, которая этим спасает жизнь сестры, так как небоскрёб взрывается через несколько секунд.

### Dead Or Alive Xtreme 2
Касуми прибывает на остров Нью-Зак узнав что Хаятэ находится там, хотя удивляясь что он может делать на тропическом острове. Хаятэ на острове не оказывается, но Касуми решает остаться там на отдых.

### Dead Or Alive 5
Спустя два года после взрыва башни DOATEC, Елена Дуглас решила устроить пятый турнир DOA и Касуми вместе с Еленой отправились на поиски Альфа-152. После того, как Елена привела Хаятэ на Freedom Survivor, Касуми заявляет им обоим, что сама разберется с Альфа-152, и покидает корабль, но Хаятэ, подозревая, что что-то тут не так, приказал Аянэ следить за ней.
Касуми приезжает в Нью-Йорк, и спрашивает у Лизы Гамильтон, где находится Альфа-152. Когда она не получает ответа, ниндзя побеждает её. Продолжая своё путешествие, она пытается избежать поимки Аянэ, Хаятэ и Бэйманом. Взбешенная тем, что она никак не может найти своего клона, Касуми возвращается к Елене и требует, чтобы та рассказала ей, где находится Альфа-152. Елена говорит ей, что Альфа-152 находится на нефтяной вышке. Пробив дорогу через Рига и Лизу, Касуми находит и побеждает Альфу-152, но вскоре она была найдена и атакована Аянэ и Хаятэ. Она побеждена ими и умирает у них на руках, но оказывается лишь клоном, запрограммированным верить, что она — настоящая.
Настоящая Касуми была в Японии всё это время, вместе с Мурамасой в секретной деревне. Она получает сообщение от сокола, посланного Рю Хаябусой, говорящее, что Хаятэ был пойман новой организацией Донована MIST. Она направляется к нефтяной вышке, и пробивает себе путь через Кристи и Рига. Касуми находит своего брата в лаборатории, и, с помощью Лизы, успешно освобождает его. После того, как Рю, Аянэ и Хаятэ сражаются с Альфой-152, у неё происходит финальная битва с монстроподобным созданием Донована, чтобы предотвратить четвертую фазу плана Альфа. После своей победы над Альфой-152, и разрушения лаборатории, Касуми находится на Freedom Survivor, и благодарит Аянэ и Хаятэ, перед тем, как уйти, пообещав убить Донована любой ценой.

## Характер
По сравнению со своей единокровной сестрой Аянэ (и другими бойцами), Касуми изображена в серии игр «Dead or Alive» как более милосердный персонаж. Хотя Касуми является смертоносной куноити, она — честная и добрая душа. Она не желает и не наслаждается боем. За исключением первого соревнования, Касуми не стремится к победе. Её целью является поиск Хаятэ. Касуми также склонна к состраданию, хотя она всё же способна на убийство, что и продемонстрировала в конце первого соревнования, убив Райдо. Она желает лишь вернуться домой с миром.

## Другие появления
В фильме «DOA: Живым или мёртвым», Касуми играет актриса Девон Аоки, и её личность довольно более холодная чем в играх. Она дерётся и побеждает Леона, что заставляет её сомневаться в гибели Хаятэ от руки Леона. В конце фильма, Касуми возвращается домой с братом и Раю, несмотря на то что является синоби в бегах, но её приходится бороться с сотнями стражей её клана со своими новыми подругами чтобы остаться.
В играх «Monster Rancher 2» и «Monster Rancher 4», Касуми появляется как бонусный персонаж. Для этого, игроку необходимо иметь диск с «Dead or Alive» для «Monster Rancher 2» и «Dead or Alive 2: Hardcore» для «Monster Rancher 4».
В игре «Naruto Ultimate Ninja Heroes 2» в «The Mugenjo» и в Hidden Mugenjo «Princess Kasumu» и «Princess Dusk».